# Mulyorejo (Tirto)
Mulyorejo is een bestuurslaag in het regentschap Pekalongan van de provincie Midden-Java, Indonesië. Mulyorejo telt 2753 inwoners (volkstelling 2010).